# Autocar
《Autocar》（原名The Autocar）是英國的一份汽車雜誌，創刊於1895年，常自稱世界上最早的汽車雜誌。

## 歷史

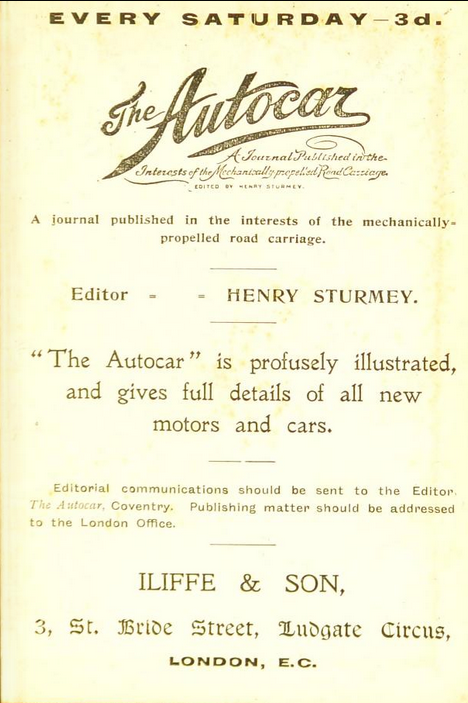
1897年廣告

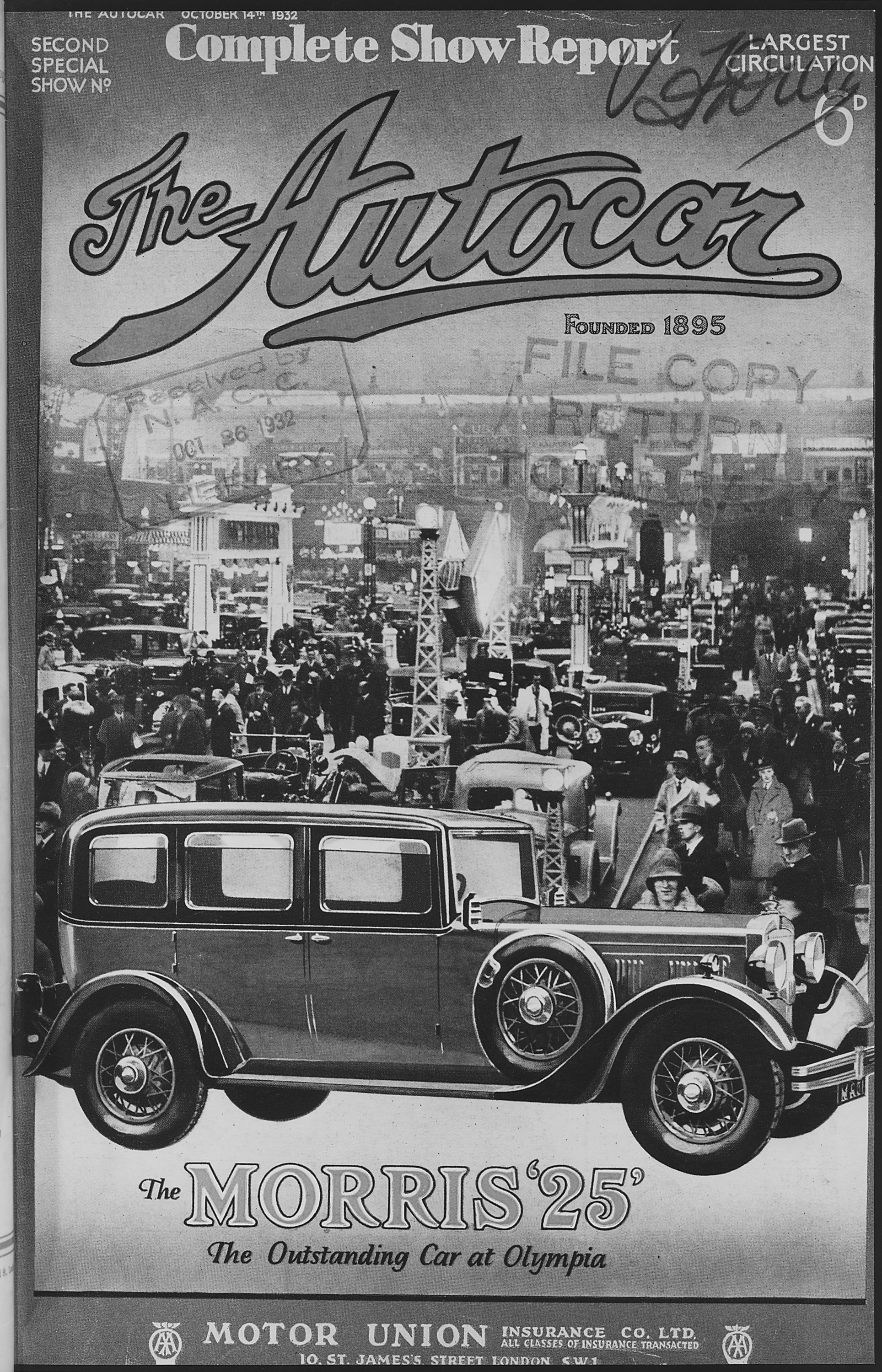
1932年10月14日刊

該雜誌最初由艾利夫父子公司（Iliffe and Son Ltd.）以“The Autocar”為名在1895年11月2日出版，當時全英國總共也就六或七輛車。1962年改現名。1988年收購《The Motor》。

## 外部連接
- Autocar官方網站（页面存档备份，存于）
- Autocar India官方網站（页面存档备份，存于）
- Autocar Indonesia官方網站（页面存档备份，存于）